# Вирбелвинд
Флакпанцер IV Вирбелвинд (на немски: Flakpanzer IV „Wirbelwind“; в превод: Противовъздушен танк IV „Вихър“) е немска самоходна противовъздушна установка, базирана на танка Панцер IV. Разработена е през 1944 г. като наследник на Möbelwagen.
През първите години на Втората световна война немският Вермахт проявява малко интерес в разработването на самоходни противовъздушни оръдия, но докато Съюзниците натрупват въздушно превъзходство, нуждата от повече подвижни и добре въоръжени самоходни противовъздушни оръдия се увеличава. В началото на лятото на 1944 г. СС-Хауптщурмфюрер Карл Вилхелм Краузе от 12-а СС танкова дивизия Хитлерюгенд измисля идеята за Флакпанцер IV Вирбелвинд. Той представя концепцията на СС-Оберщурмбанфюрер Макс Вюнше, командващ на 12-и СС танков полк, а тя впоследствие бива одобрена от Хитлер. Производството на Вирбелвинд започва през юли 1944 г., когато са произведени първите 17 бройки.
Кулата на Панцер IV е премахната и заменена от отворена кула с девет страни, в която е поставено четирицевно оръдие 2-cm Flak 38. Предпочитан е дизайн със затворена кула, но това се оказва неподходящо, поради големия дим, който се произвежда от противовъздушното оръдие. Формата на кулата ѝ печели прякора „Бисквитена кутия“ (на немски: Keksdose). Производството на машината се осъществява от Остбау Верке в Жаган, Силезия. Въпреки това, в сражение 2-сантиметровите снаряди се оказват недостатъчно ефективни срещу самолети и така е създаден по-мощен наследник, който в крайна сметка замества Вирбелвинд. Това е Флакпанцер IV Оствинд, който е въоръжен с 3,7-cm Flak 43.
Комбинацията от броня и скорострелност от четирите цеви на Вирбелвинд го прави много ефективен срещу леко бронирани сухопътни цели (например камиони и бронирани коли), а пехотата е особено уязвима срещу него.
Между 87 и 105 установки Вирбелвинд са създадени от поправени шасита на Панцер IV, но поради несъответствие в записаните производствени брой от Остбау Верке и Вермахта, точният брой вероятно никога няма да бъде узнат. На Източния фронт са изпратени около 90 бройки, а на Западния – около 16.
В днешно време са запазени два екземпляра Вирбелвинд. Единият се намира в град Кил, Германия, а вторият се намира във военновъздушната база Борден в Онтарио, Канада.